# Adolf Berger
Adolf Berger (ur. 1 marca 1882 we Lwowie, zm. 8 kwietnia 1962 w Nowym Jorku) – polski prawnik pochodzenia żydowskiego, historyk prawa, specjalista w zakresie prawa rzymskiego, papirolog.

## Życiorys
Ukończył gimnazjum klasyczne i studia we Lwowie na Uniwersytecie Franciszkańskim. Uzyskał stopień doktora obojga praw w 1907 roku sub summis auspiciis Imperatoris, tzn. cesarz był reprezentowany przez urzędnika, który wręczył Bergerowi pierścień z brylantem z monogramem Franciszka Józefa jako podarunek od władcy. Następnie dzięki stypendium austriackiego ministerstwa edukacji studiował na Uniwersytecie w Berlinie u Bernharda Küblera i  Paula M. Meyera w latach 1908–1909. Pomimo jego znaczących osiągnięć naukowych uniwersytet berliński nie był zainteresowany zatrudnieniem go. W 1914 roku przyjęto go jako libero docente na Wydziale Prawa Uniwersytetu Rzymskiego; jego wykład inauguracyjny odbył się 21 listopada tegoż roku. Na skutek napięć politycznych podczas I wojny światowej pomiędzy Włochami a Austro-Węgrami Adolf Berger jako obywatel austriacki został zmuszony do opuszczenia Rzymu; w latach 1917–1918 służył w Armii Austro-Węgier. Po wojnie pracował od 1919 do 1938 roku jako sekretarz i radca prawny w konsulacie w Wiedniu (zob. Ambasada Rzeczypospolitej Polskiej w Wiedniu). Poświęcał wolny czas na pracę naukową poświęconą prawu rzymskiemu. Poślubił austiacką śpiewaczkę Malvę Sereny 12 lipca 1938 roku (zmarła na atak serca w 1959 roku we Włoszech). Z uwagi na dojście nazistów do władzy w Austrii wyjechał z żoną z Wiednia do Paryża, następnie mieszkał w Tuluzie i Nicei. Bezskutecznie starał się o zatrudnienie na Uniwersytecie Edynburskim. Podczas II wojny światowej nadal zajmował się pracą naukową. Zostawił swoją cenną biblioteczkę w Paryżu i dotarł z żoną 20 lutego 1942 roku do Stanów Zjednoczonych. Od 1942 roku wykładał prawo rzymskie, papirologię grecką oraz Cesarstwa Bizantyńskiego w języku francuskim w École libre des hautes études w Nowym Jorku do 1957 roku, ale pozostał dożywotnim członkiem wydziału prawa tejże uczelni. Został przyjęty do City College of New York jako profesor wizytujący, gdzie wykładał prawo rzymskie do końca życia. Zmarł we śnie na niewydolność serca. 
Był członkiem Polskiego Instytutu Naukowego w Ameryce, członkiem zagranicznym Narodowej Akademii Rysiów-Ostrowidzów w Rzymie. Działał na rzecz lokalnej społeczności żydowskiej w USA. 

## Dorobek naukowy
Adolf Berger doskonale znał łacinę i grekę, prowadził badania papirologiczne. Poza pisaniem własnych prac prawniczych redagował także recenzje i teksty krytyczne. Jego prace były doceniane przez polskich i zagranicznych specjalistów od prawa rzymskiego. Pod koniec życia tłumaczył Les Juifs dans l'Empire romain: leur condition juridique, économique et sociale Jeana Justera.

### Wybrane publikacje
- Dotis dictio w prawie rzymskim (w: „Memoires de L'academie des Sciences de Cracovie”, 1909)[1] – pierwsza monografia na ten temat w historii[19]
- Die Strafklauseln in den Papyrusur- kunden: Ein Beitrag zum grako-ägyptischen Obligationenrecht (1911)[17]
- Zur Entwicklungsgeschichte der Teilungsklagen im klassischen römischen Recht (1912)[17]
- hasła do Realencyclopädie der Classischen Altertumswissenschaft (1911–1939)[20]
- Fontes iuris Romani anteiustiniani (tom I, 1941)[9]
- 19 haseł do Oxford Classical Dictionary(inne języki) (podczas II wojny światowej)[13]
- Encyclopedic Dictionary of Roman Law (1953)[21]